# مسجد خيرت آباد

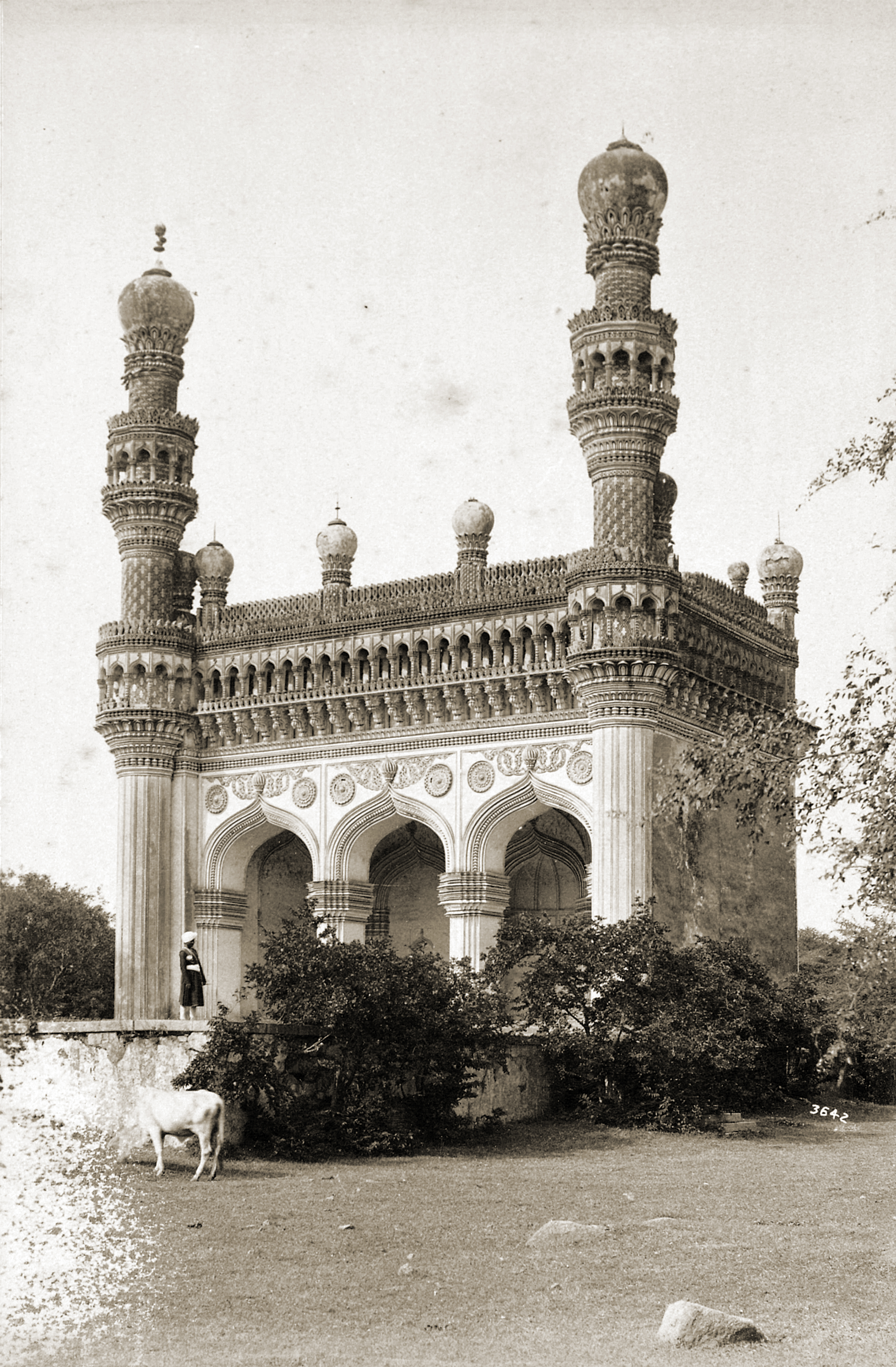
مسجد خيرت آباد القديم. التقطت بكامرا لالا دين دايال في عام 1885.

مسجد خيرت آباد هو مسجد قديم العهد يقع في خيرتاباد . قامت ببناءه خيرونيسا بيغوم كريمة السلطان محمد قطب شاه (1612-1626 م). تكريما لمعلمها أخوند الملا أبو مالك. 